# Шендерівка (Вінницький район)
Шенде́рівка — село в Україні, в Турбівській селищній громаді Вінницького району Вінницької області. Населення становить 231 особу.

## Географія
Село розташоване на правому березі річки Струмок Блискучий.

## Історія
Назва походить від пана на прізвище Шендер, що поселився у цих краях.
В селі діяла церковно-приходська школа, яка була під відомством православної церкви.
Станом на 1885 рік у колишньому власницькому селі Вахнівської волості Бердичівського повіту Київської губернії мешкало 569 осіб, налічувалось 86 дворових господарств, існували православна церква та 2 постоялих будинки.
За переписом 1897 року кількість мешканців зросла до 1025 особи (514 чоловічої статі та 511 — жіночої), з яких 930 — православної віри.
В 1929 році в Шендерівці утворено колгосп «12-річчя РСЧА».
Село важко пережило Голодомор 1932-1933 років та Другу світову війну.
У 1944 році після визволення села розпочалась відбудова господарства.
У 1957 році колгоспи Шендерівки та Білої об’єднано в одне господарство.
Нині у селі із об’єктів соціальної інфраструктури функціонує ФАП.

## Населення

### Мова
Розподіл населення за рідною мовою за даними перепису 2001 року:
| Мова       | Кількість | Відсоток |
| ---------- | --------- | -------- |
| українська | 231       | 100%     |

## Галерея

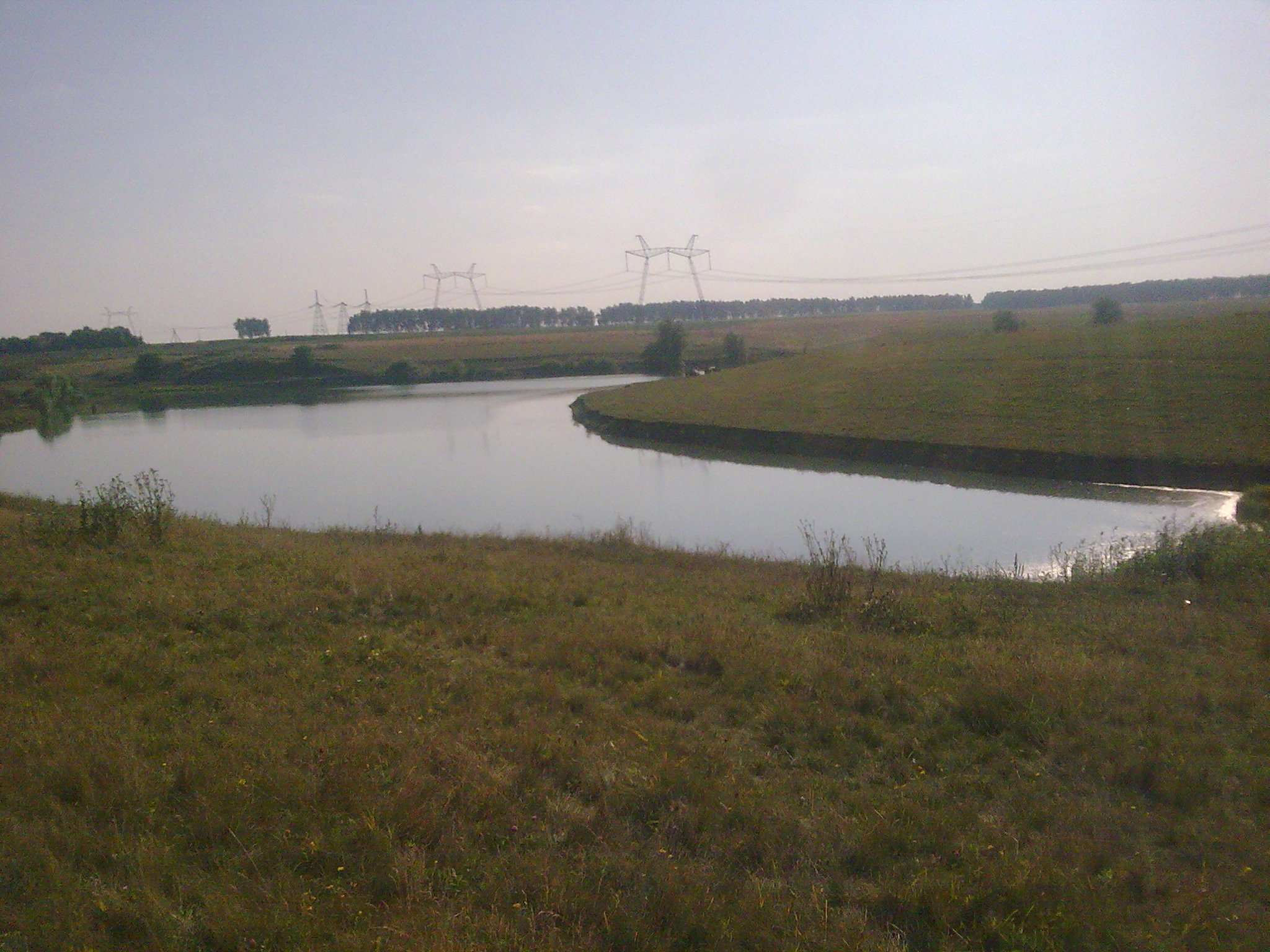
Околиці села

.